# Sant Julià de Cerdanyola (ort)
Sant Julià de Cerdanyola är en ort i Spanien.   Den ligger i provinsen Província de Barcelona och regionen Katalonien, i den nordöstra delen av landet, 500 km öster om huvudstaden Madrid. Sant Julià de Cerdanyola ligger 965 meter över havet och antalet invånare är 1 212.
Terrängen runt Sant Julià de Cerdanyola är varierad. Runt Sant Julià de Cerdanyola är det glesbefolkat, med 15 invånare per kvadratkilometer. Närmaste större samhälle är Berga, 13,8 km söder om Sant Julià de Cerdanyola. I omgivningarna runt Sant Julià de Cerdanyola växer i huvudsak blandskog.